# 維齊爾 (古埃及)

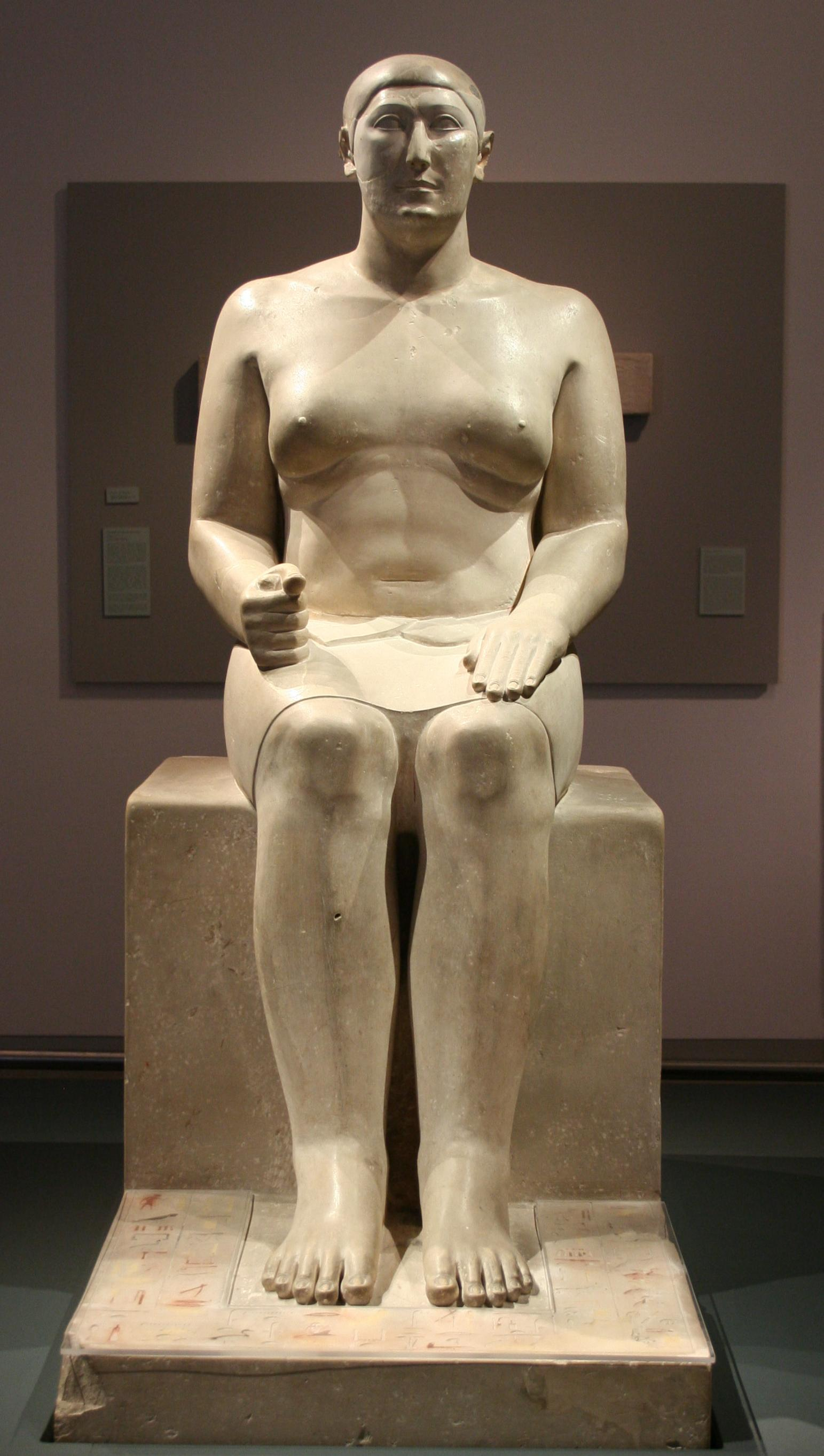
赫米烏努（Hemiunu），第四王朝胡夫在位時的維齊爾，胡夫金字塔的計設師。

維齊爾（Vizier，又譯維西爾）是古埃及古王國、中王國及新王國時期侍職於法老的最高層官員。埃及學家一般把維齊爾的古埃及語音譯為tjati、ṯ3ty等。新王國時期文學作品《萊克米爾之就職》列出了很多維齊爾的應有職責與操守規範。
維齊爾通常由法老委任，他們大部分來自皇室成員或才識之士。

## 語源
根據那爾邁調色板 （Narmer Palette）和那爾邁權標（Narmer Macehead）這兩件早王朝时期的古物，上面所描繪的伴隨國王的攜鞋者及其他侍從，正像「ṯt」的象形文字，一般認為古埃及語中「ṯ3ty」一詞乃源出於此。但亦有認為「維齊爾」一詞與「生」（或「成為……之父」；音譯：wtṯ）或「保護人」（音釋：3ṯt）有關。

## 職責
維齊爾由法老委任，但通常他們屬於一個維齊爾家族。維齊爾的首要職務是管理國家事務，猶如一國首相，有時甚至要處理細節瑣事。所有其他職級較低的監督及官員，如徵稅官與書吏，會向維齊爾報告。維齊爾每天早上都會晉見國王，報告國家大事，而國王亦會在維齊爾和其他官員的陪同下出巡。另外，維齊爾負責向中央政府各部門頒佈國王命令，以及代國王起草官員的任免令。
司法部門屬於民政管理機關的一部分，而維齊爾亦會列席於最高法院（High Court），但無論在任何時間，法老都可運用自己的權力控制政府任何事務而推翻維齊爾的決定。一些特殊的案件，如涉及後宮反叛，維齊爾亦不能參與審理，《大臣烏尼傳》曾記錄此特殊情況。維齊爾亦負責監督法老與皇宮的安全。他們通常也是法老印章的保管人，並負責記錄商業活動。
維齊爾除了要處理上述有關行政與司法的工作外，還有關經濟民生的職務：上下埃及的稅收工作，視察木材砍伐和水利灌溉，指揮農民耕種，每周檢查水源等等。古埃及人相當重視建築工程，所以維齊爾亦監督王陵在內的興建工作。軍事方面，他可調動國王的衛兵，並需估量邊境要塞的形勢，反擊盜賊與游牧民族的襲擊；檢查船隻裝備等。外交上，他也接見外國大使，接納貢品。
到了新王國時期，上下埃及各有一名維齊爾。

## 操守規範
根據《萊克米爾之就職》，維齊爾需接受若干考核，同時亦要恪受其職，這些職責包括：
- 依法處事
- 公平執法
- 不得徇私或剛愎自用

## 資料來源
1. ↑  劉文鵬（2000年）：《古代埃及史》，725頁，北京：商務印書館。
2. 1 2  Shaw, Ian. . Oxford University Press. 2002: 104  [2011-01-28]. ISBN 0192802933, ISBN 978-0-19-280293-4 请检查|isbn=值 (帮助). （原始内容存档于2020-03-24）.
3. ↑  Gardiner, A. H. (2007): Egyptian Grammar (3rd edition ed.), p.43, Oxford: Griffith Institute, Ashmolean Museum. ISBN 978-0-900416-35-4
4. ↑  M. Lichtheim (2006): Ancient Egyptian Literature, vol.2, p.21-24, London: University of California Press. ISBN 978-0-520-24843-4
5. ↑  M. Lichtheim (2006): Ancient Egyptian Literature, vol.2, p.21, London: University of California Press. ISBN 978-0-520-24843-4
6. ↑  Gardiner, A. H. (2007): Egyptian Grammar (3rd edition ed.), p.562, Oxford: Griffith Institute, Ashmolean Museum. ISBN 978-0-900416-35-4
7. ↑  劉文鵬（2000年）：《古代埃及史》，209頁，北京：商務印書館。
8. 1 2  劉文鵬（2000年）：《古代埃及史》，206頁，北京：商務印書館。
9. ↑  劉文鵬（2000年）：《古代埃及史》，210頁，北京：商務印書館。
10. ↑  Ancient Egyptian Culture - The vizier 的存檔，存档日期2008-09-13.
11. ↑  劉文鵬（2000年）：《古代埃及史》，210-211頁，北京：商務印書館。
12. ↑  Jane Bingham, Fiona Chadler, Jane Chisholm, Gill Harvey, Lisa Miles,Struan Reid, and Sam Taplin "The Usborne Internet - Linked Encyclopedia of the Ancient World" page 80

## 外部連結
- The vizierate
- Egypt The Viziers of Ancient Egypt （页面存档备份，存于）
- Egyptian Vizier （页面存档备份，存于）